# Karl Tewes
Karl Tewes (Berlino, 18 agosto 1886 – 7 settembre 1968) è stato un calciatore tedesco, di ruolo centrocampista e attaccante.